# باتريك بينغهام هول
باتريك بينغهام هول (بالإنجليزية: Patrick Bingham-Hall)‏ هو مصور وكاتب ومحرر معماري ظهر في فترة التسعينيات.   وصاحب بيزارو للنشر،  يصدر عنها كتب متعددة عن الهندسة المعمارية والتصميم . 